# Рукометна репрезентација Босне и Херцеговине
Рукометна репрезентација Босне и Херцеговине представља Босну и Херцеговину у међународним такмичењима у рукомету. Налази се под контролом Рукометног савеза Босне и Херцеговине.

## Учешћа репрезентације на међународним такмичењима

### Олимпијске игре
Није учествовала

### Светска првенства
- 2015 — 20. место

### Европска првенства
| Првенство | Турнир      | Пласман   | ИГ | П | Н | И | ГД  | ГП  | ГР  |
| --------- | ----------- | --------- | -- | - | - | - | --- | --- | --- |
| / 2020.   | Групна фаза | 23. место | 3  | 0 | 0 | 3 | 73  | 90  | -17 |
| / 2022.   | Групна фаза | 23. место | 3  | 0 | 0 | 3 | 61  | 85  | -24 |
| 2024.     | Групна фаза | 24. место | 3  | 0 | 0 | 3 | 59  | 97  | -38 |
| Укупно    | 3 учешћа    |           | 9  | 0 | 0 | 9 | 193 | 272 | -79 |